# Ronald Rios
Ronald Philippe Bittencourt Rios (Rio de Janeiro, 3 de agosto de 1988) é um apresentador, repórter, comediante e roteirista brasileiro. Trabalhou como repórter do extinto programa humorístico brasileiro Custe o Que Custar da Rede Bandeirantes entre 2012 e 2014. Em 2015 assinou com a TV Gazeta, onde estreou em 2016 com a primeira temporada do documentário Histórias do Rap Nacional, documentário em que entrevistou nomes fundamentais do rap brasileiro, como Emicida, Criolo e KL Jay e também apresentou o A Semana com Ronald Rios, programa que foi cancelado após repreensão do executivo da emissora após críticas a Igreja Universal do Reino de Deus, resultando em sua demissão.
Atualmente, segue com seu canal homônimo no Youtube, tendo como principal quadro o RAP CRU, em que trata sobre lançamentos de discos, histórias do rap brasileiro e internacional, além de entrevistas exclusivas com rappers.
Além disso, ele mantém o podcast Pura Neurose com Ronald Rios, um dos podcasts de humor de maior sucesso no Brasil, com mais de 200 mil acessos por mês.[carece de fontes?]

## Carreira

### 2006: O começo no YouTube
Ronald começou sua carreira como humorista na internet, fazendo vídeos como o "Música Para o Seu Bolso" e "Você Devia Jogar Basquete" em 2006 no YouTube. A popularidade maior veio com o primeiro vlog brasileiro, o "Com a Palavra, Ronald Rios", no mesmo ano. O programa consistia em um simples cenário em que ele, com a ajuda de seu amigo e diretor Erik Gustavo, discorria de forma cômica sobre os mais diversos assuntos.
Os vídeos eram gravados à princípio em um auditório emprestado pela CEFET devido à iluminação, mas pouco tempo depois passaram a ser gravados na casa do próprio Erik, em um quarto adaptado para isso. Em pouco tempo os vídeos se tornaram um sucesso, chegando a ter mais de 400.000 visualizações. A partir dali não levou muito tempo até que os vídeos chamassem a atenção de algumas emissoras, e pouco tempo depois seus vídeos passaram a ser exibidos em diversos programas na emissora MTV.

### Stand-up comedy
Paralelo a seus vídeos na internet, Ronald também começou sua carreira no stand up comedy. Juntamente com os também humoristas Alexandre Paim, Nigel Goodman e Ulisses Mattos, fundou um grupo chamado Ponto Cômicos. Durante alguns anos o grupo se manteve fazendo apresentações em bares e clubes de comédia pelo Rio de Janeiro.
Em 2012 e 2013 Ronald voltou aos palcos com o Terças Underground, onde se apresentava às terças-feiras em São Paulo. O show contava com alguns membros de seu antigo grupo como Nigel Goodman e Ulisses Mattos, além de outros comediantes da cidade.

### 2010:Badalhoca MTV
Em 2010, após mais de dois anos participando de outros programas da MTV Brasil, Ronald foi convidado a ter seu próprio programa no canal. O programa Badalhoca, era exibido semanalmente e teve uma primeira temporada composta de 30 episódios. O programa era gravado no Rio de Janeiro, e quase todos os quadros eram gravados na casa do Erik ou eram externas na rua. O formato sofreu leves mudanças, passando a ser feito de esquetes humorísticas (escritas em sua grande maioria pelo próprio Ronald), mas mantendo como seu principal quadro o já conhecido pelos fãs "Com a Palavra, Ronald Rios".
Em seu ano de estréia o Badalhoca conseguiu o status de programa com a 8ª melhor audiência do canal, dando importante visibilidade a Ronald. Mesmo com o sucesso de audiência o programa acabou não sendo renovado na emissora, que alegou querer voltar a focar sua programação em música.

### 2010:O Oráculo Jovem Pan
Após ser entrevistado duas vezes no programa Pânico, da rádio Jovem Pan, Ronald Rios chamou a atenção de alguns dos diretores da rádio, com seu humor rápido e irreverente. Em julho de 2010, então surgiu um convite para apresentar um programa próprio na rádio em rede nacional. O programa, chamado Oráculo Jovem Pan, era gravado em São Paulo, o que obrigava Ronald a ter que passar metade da semana em um estado para gravar o Badalhoca MTV e o resto da semana em São Paulo para fazer o Oráculo, que era ao vivo e ia ao ar de segunda a quarta-feira.
O Oráculo tinha um formato bem simples, que consistia em um programa onde acompanhado de Janaine Paiva, do locutor Bob Fernandez, e (a partir do inicio de 2011) também do comediante Ulisses Balbino, Ronald atendia ligações de ouvintes contando seus problemas. De forma sempre muito bem humorada, Ronald criava soluções para esses problemas ou simplesmente desligava na cara dos ouvintes. O programa também contava com participações frequentes do humorista Nigel Goodman. O programa foi um sucesso de audiência e saiu do ar apenas em fevereiro de 2012, após Ronald descobrir que havia passado no teste para ser o novo repórter do programa CQC.

### 2011: Repórter BrahmaFogo
Em 2011, paralelo a seu projeto na Jovem Pan, Ronald trabalhou também como repórter em um projeto da marca de cerveja Brahma. O projeto era administrado pela emissora Esporte Interativo, e tinha como principal objetivo promover os quatro grandes clubes cariocas junto a marca da Brahma.
Ronald foi selecionado para cobrir a parte de seu time do coração, o Botafogo, e trabalhou neste projeto por cerca de um ano, até ter que se mudar da cidade para integrar o programa humorístico CQC.

### 2012-2014:Custe o Que Custar
Antes mesmo de ter a proposta de integrar o grupo, Ronald e sua antiga produtora, a Alta Cúpula, havia vendido um programa de esportes para a MixTV, que já era veiculado na internet, o "Bolado em Campo". O programa já estava sendo anunciado na grade da emissora quando houve desistência por parte de Ronald para fazer os testes para o CQC, buscando mais visibilidade e segurança. Isso acabou estreitando as relações com os amigos de longa data Erik Gustavo e Pedro Cohen, que acabaram sozinhos e tendo o programa cancelado mesmo depois de ser anunciado.
Em março de 2012, Ronald teve a confirmação de que havia sido aprovado no teste ao qual havia sido indicado pelo ex-integrante Danilo Gentili, para integrar o elenco de comediantes do programa CQC, exibido semanalmente na emissora de TV Band.
Devido ao ritmo de gravações Ronald se viu obrigado a se mudar em definitivo para São Paulo, cidade onde se localizam os estúdios da emissora. Logo em seu primeiro ano no programa Ronald ganhou destaque com matérias como a cobertura da Eurocopa, tornando-se um dos principais repórteres do programa.
Ronald foi vítima de dois episódios de agressão: logo quando integrou o programa, sofreu uma agressão do deputado federal Olavo Calheiros, que desferiu um soco em direção ao rosto de Ronald, que não viera a pegar em cheio pois o mesmo desviou. Em  um outro episódio, no Estádio Cícero Pompeu de Toledo, o Morumbi, em uma partida de São Paulo contra o Corinthians válida pelo Campeonato Brasileiro de 2013, Ronald sofreu agressão pela torcida do São Paulo, que além de desferir tapas e cusparadas, o atingiram na cabeça com um cinzeiro, o que lhe rendeu dois pontos na sobrancelha. Na ocasião, Ronald manteve o bom humor e afirmou: "Pontuei mais que os dois clubes juntos", visto que a partida tinha terminado 0 a 0.
Em 2014, Ronald foi o representante do programa na cobertura da guerra armada da Faixa de Gaza que estava em conflito declarado, onde inclusive, viera a cruzar os dois extremos opostos e correndo risco de vida, presenciando ataques de tanques de guerra e bombardeios. Nessa expedição que durou 5 dias em Israel e 4 em Gaza, Ronald chegou a entrevistar o porta-voz do Hamas e a então ministra do exterior israelense. A repercussão da matéria foi notória por todo grupo Bandeirantes e Ronald acabou sendo um representante de todos os jornais dos veículos de comunicação do grupo enquanto esteve cobrindo.
Na renovação do elenco do programa entre 2014 e 2015, a emissora optou por não renovar o contrato de Ronald e o mesmo acabou descobrindo que havia sido demitido por via de um site de notícias da televisão, o que inicialmente foi compreensível por parte de Ronald. Porém, Ronald ficou insatisfeito com o fato da matéria dele na Faixa de Gaza, que fora um dos principais momentos do programa no ano anterior, ter uma presença quase nula no especial de retrospectiva no fim de temporada, o que o levou a gravar um vídeo expressando sua insatisfação com a equipe do programa. O vídeo teve boa repercussão e a relação entre o Ronald e a emissora ficou desagradável. A Band por sua vez acionou o ex-funcionário juridicamente com o intuito de retirar o vídeo do ar alegando ser depreciativo para a imagem da emissora e pros produtores do programa. No entanto, o vídeo se mantém no ar até hoje sem alterações.

### 2015-2016: TV Gazeta de São Paulo
Em outubro de 2015, Ronald Rios foi anunciado como nova contratação para integrar o quadro de apresentadores da TV Gazeta. Na emissora, apresentou dois programas:
- Histórias do Rap Nacional: um documentário de 6 episódios que ocupavam 30 minutos da programação, contando os primeiros passos do gênero músical no Brasil, com entrevistas de personalidades que vieram a instaurar o rap e o hip-hop no país.
- A Semana com Ronald Rios: um programa que era semanalmente às sextas-feiras por volta das 22h30. O formato também ocupava 30 minutos da programação e se tratava de uma revista comentando fatos importantes que ocorreram durante a semana em uma comunicação entre o Ronald, convidados e o próprio telespectador. Contou com 16 episódios.

A relação entre Ronald e a emissora foi encerrada após Ronald fazer uma piada no programa A Semana com Ronald Rios sobre Edir Macedo, fundador da Igreja Universal do Reino de Deus. Após a piada, a emissora sofreu pressão da Igreja Universal, que aluga os horários dela no periodo noturno, que acabou por demitir Ronald.

### Novos projetos no Youtube
Ronald lançou junto com Nigel Goodman uma nova serie de videos dentro do canal do Youtube "APARTAMENTO 58". Ronald antes tinha como vlog o "Internet Boladamente" que era periódico, porém encerrou a série e o mesmo realiza vlogs quando acha necessário. No canal principal, Ronald foca na série Rap Cru, que pauta tópicos do rap nacional e internacional.
Ronald também participa junto com Yuri Moraes, Cauê Bravim e Bento Ribeiro da banda Megafodas, que lança videoclipes num canal de mesmo nome no Youtube.

## Como roteirista
Fora das câmeras Ronald realizou outros trabalhos como roteirista. Começando como roteirista de seus próprios vídeos no YouTube, Ronald chegou a trabalhar como roteirista na emissora Multishow, onde escreveu as séries Open Bar e Os Gozadores, onde chegou até a participar de alguns episódios.
| Ano  | Programa      | Notas                                                                             |
| ---- | ------------- | --------------------------------------------------------------------------------- |
| 2010 | Badalhoca MTV | Participava também como apresentador.                                             |
| 2010 | Os Gozadores  | Escreveu durante 2 temporadas da série, passando a fazer participações no 2º ano. |
| 2010 | Open Bar      | Escreveu durante 2 temporadas da série.                                           |
| 2013 | Chronus       | Curta onde Ronald também fez parte do elenco, com estreia prevista para 2013.     |